# Kiribati vid världsmästerskapen i friidrott 2023
Kiribati tävlade vid världsmästerskapen i friidrott 2023 i Budapest i Ungern mellan den 19 och 27 augusti 2023.

## Resultat
Kiribatis trupp bestod av en idrottare.

### Herrar
Gång- och löpgrenar
| Idrottare   | Gren      | Inledande omgång | Inledande omgång | Försöksheat      | Försöksheat      | Semifinal        | Semifinal        | Final            | Final            |
| Idrottare   | Gren      | Resultat         | Placering        | Resultat         | Placering        | Resultat         | Placering        | Resultat         | Placering        |
| ----------- | --------- | ---------------- | ---------------- | ---------------- | ---------------- | ---------------- | ---------------- | ---------------- | ---------------- |
| Tauro Tiaon | 100 meter | 12,00 0PB0       | 7                | Gick inte vidare | Gick inte vidare | Gick inte vidare | Gick inte vidare | Gick inte vidare | Gick inte vidare |